# João Brusa Netto
João Brusa Netto (Caxias do Sul, 28 de fevereiro de 1914 — agosto de 2002) foi um político brasileiro.
Filho de colonos, foi fundador do Sindicato dos Comerciários de Caxias, fundador e membro da Federação dos Jornalistas.
Foi subsecretário do Ensino Técnico do governo do Rio Grande do Sul, de Leonel Brizola, em 1961. João Brusa Neto, através desse cargo, foi um dos coordenadores dos trabalhos radiofônicos da Rede da Legalidade, ao lado do secretário de imprensa Hamilton Chaves. Ambos verificavam o material chegado à Rádio Guaíba para desenvolver a programação que influiu nas pressões populares pela posse de João Goulart, que era vice de Jânio Quadros.
Hostilizado pelos ministros militares, que ameaçavam prender Jango e, se preciso, fazer um atentado contra o Palácio Piratini, sede do governo gaúcho, o vice-presidente estava ameaçado de não exercer o cargo, apesar da norma prevista pela Constituição de 1946. Com a campanha, no entanto, houve uma articulação política que permitiu a posse de Jango, desde que sob um regime parlamentar, cujo primeiro Presidente do Conselho de Ministros foi o mineiro Tancredo Neves.
Foi eleito, em 3 de outubro de 1963, deputado estadual, pelo PTB, para a 41ª Legislatura da Assembleia Legislativa do Rio Grande do Sul, de 1963 a 1967 e pelo MDB para a 42ª Legislatura da Assembleia Legislativa do Rio Grande do Sul.
Como político, João Bruza Neto teve seu mandato cassado, em 13 de março de 1969, em razão do AI-5, que suspendeu todos os seus direitos políticos. Brusa enviou uma carta para seus correligionários do MDB lamentando não poder concluir o mandato.